# Urodelus
Urodelus (ε UMi / ε Ursae Minoris / Epsilon Ursae Minoris) è un sistema triplo di stelle nella costellazione dell'Orsa Minore. Si trova a circa 347 anni luce dalla Terra. Urodelus, raro nome tradizionale, deriva dal greco ουροδηλος  "la coda del cane / orso".

## Osservazione
Si tratta di una stella situata nell'emisfero celeste boreale, avente una declinazione marcatamente settentrionale (82°), il che la rende ben visibile dal nostro pianeta nelle regioni dell'emisfero nord della Terra, ove appare circumpolare anche nei pressi dell'equatore, più a nord della latitudine 8°N ; dall'emisfero sud risulta invece parzialmente visibile solamente per una piccola fascia nei pressi dell'equatore, a nord della latitudine +8°S. La sua magnitudine pari a 4,2 fa sì che possa essere scorta solo con un cielo sufficientemente libero dagli effetti dell'inquinamento luminoso.

## Caratteristiche
La componente principale, Epsilon Ursae Minoris A, è una binaria a eclisse spettroscopica classificata come gigante gialla di tipo G, di magnitudine media apparente 4,21. La gigante gialla è accompagnata da una stella bianca di classe A8 o F0 che ha un periodo orbitale di 39,45 giorni e dista mediamente 0,36 UA dalla principale. I raggi stellari delle due componenti sono rispettivamente 12 e 1,7 volte quelli del Sole
Il sistema è inoltre classificato come una variabile RS Canum Venaticorum e la sua luminosità varia dalla magnitudine 4,19 alla 4,23 in un periodo di 39,45 giorni, come il periodo orbitale del sistema binario. 
Oltre al sistema binario vi è un terzo componente, Epsilon Ursae Minoris B, che è una nana arancione di magnitudine 11 a 77 secondi d'arco dalla coppia principale, che nonostante la distanza pare essere relazionata fisicamente alla coppia principale.